# Aníbal Ruiz
Aníbal Ruiz Leites (Salto, 30 dicembre 1942 – Veracruz, 10 marzo 2017) è stato un allenatore di calcio uruguaiano.

## Palmarès

### Allenatore

#### Club

##### Competizioni nazionali
- Campionato paraguaiano: 1

Olimpia: 1985

##### Competizioni internazionali
- Recopa Sudamericana: 1

Olimpia: 1991

#### Individuale
- Allenatore sudamericano dell'anno: 1

2005